# Cryphia receptricula
Cryphia receptricula är en fjärilsart som beskrevs av Jacob Hübner 1802. Cryphia receptricula ingår i släktet Cryphia och familjen nattflyn. Inga underarter finns listade i Catalogue of Life.